# Kaple svatého Vintíře (Prášily)
Římskokatolická kaple svatého Vintíře pod vrcholem hory Březník (v nadmořské výšce 995 m) nedaleko Dobré Vody v místech, kde jako poustevník žil a v roce 1045 také zemřel svatý Vintíř. Je častým cílem česko-německých poutí. Před kaplí se nachází litinový kříž, uvnitř je umístěna socha Panny Marie a obraz sv. Vintíře.

## Historie
V jeskyni ve skále na vrcholu Březníku si v roce 1040 vybudoval benediktinský mnich Vintíř poustevnu a obýval ji až do své smrti o pět let později. K uctění Vintířovy památky byla u jeskyně postavena dřevěná kaple. Ta byla v 19. století nahrazena kaplí zděnou. V roce 1952 se však toto území stalo součástí vojenského prostoru Dobrá Voda a armáda v 50. letech 20. století kapli odstřelila, zničena byla i jeskyně. K 31. 12. 1991 byl vojenský újezd zrušen a poté se celá oblast stala veřejně přístupnou. Za přispění města Hartmanice a členů spolku sv. Vintíře z bavorského Rinchnachu byla v roce 1992 kaple znovu postavena v původní podobě. Výstavba kaple trvala pouhých šest týdnů. Slavnostně vysvěcena byla dne 11. října 1992. Došlo i k úpravě skály nad kaplí – obnoveny byly tesané
schody se zábradlím, kříž na vrcholu.